# Mùi hương (tiểu thuyết)
Mùi hương: Chuyện một kẻ giết người (tiếng Đức: Das Parfum: Die Geschichte eines Mörders) là tên tiểu thuyết đầu tay của Patrick Süskind xuất bản lần đầu tại Đức năm 1985. Truyện xoay quanh Jean-Baptiste Grenouille, một người học nghề nước hoa sống tại Pháp vào thế kỷ 18, cùng chuyến hành trình đi tìm mùi hương tối thượng, tinh khiết nhất từ các trinh nữ, những người sẽ bị Grenouille truy sát.

## Cốt truyện
Phần 1
Grenouille (tiếng Pháp: "Con cóc") là đứa con không mong đợi được sinh ra tại một hàng cá tại Paris, Pháp. Khác với những anh chị xấu số của mình, Grenouille đã sống sót và tiếng khóc ré của thằng bé đã đưa mẹ nó vào chỗ chết. Số phận thằng bé "bị quỷ ám", "chẳng có mùi" nhưng khứu giác lại cực nhạy, đã trải qua nhiều bà vú, tu viện rồi trại trẻ mồ côi và sau đó là xưởng thuộc da. Grenouille trong thời gian rảnh của mình thường đi hết mọi đường cùng ngõ hẻm để khám phá mùi hương của Paris, không vì gì ngoài để thoả mãn lòng tham thích ngửi mùi của mình. Vào một ngày nọ, khi đã nhớ được gần hết mùi, thằng bé khám phá ra một mùi mà nó chưa bao giờ biết để rồi tìm ra nó đến từ một thiếu nữ đang thái mận. Đó là lần đầu tiên hắn ngửi thấy một mùi hương như thế "tuyệt diệu" vả cảm thụ "cái đẹp thuần tuý". Sau khi gây ra cái chết của cô gái và đã hít từng chút một mùi của cô, Grenouille trở về và quyết tâm trở thành một nhà chế tạo nước hoa vĩ đại nhất thế giới, tạo nên và lưu giữ những mùi như mùi hương thiếu nữ.
Trên đường tìm kiếm cách thức để bảo quản mùi hương, Grenouille đã đến học việc một nhà làm nước hoa nổi tiếng tên Baldini. Tài năng xuất sắc của cậu học trò mới này đã giúp Baldini trở thành nhà chế tạo nước hoa nổi tiếng nhất Paris. Cũng trong thời gian này, Grenouille khám phá ra rằng không thể chưng cất, cách mà Baldini vẫn sử dụng, để lưu lại mùi của các chất vô cơ, như thủy tinh hay đồng. Trong lúc thất vọng và nằm bệnh liệt giường, Grenouille được Baldini chỉ cho rằng còn có những cách khác để bảo quản mùi hương và thế là Grenouille lại dứt áo ra đi để đến Grasse, miền đất của những nhà làm nước hoa. Còn Baldini thì được các công thức chế tạo nước hoa do Grenouille chỉ cho. Không lâu sau, Baldini và vợ đã chết do sập nhà.
Phần 2
Bảy năm sau đó, Grenouille đến đỉnh núi Plomb du Cantal vùng Massif Central và sống tách biệt hoàn toàn với con người vì kinh hãi "uế khí" của họ. Hắn tưởng tượng mình là Grenouille Vĩ Đại của một vương quốc của riêng hắn, tự thưởng thức trong đầu tất cả những mùi hương hắn từng được ngửi. Và mỗi ngày trước khi đi ngủ, hắn hít chai mùi hương của cô gái với quả mận năm xưa. Cũng trong thời gian này, hắn khám phá ra rằng cơ thể mình không hề có mùi. Sau bảy năm, Grenouille đi đến Montpellier và lọt vào tầm ngắm của Marquis de La Taillade-Espinasse, một quý tộc và học giả nghiệp dư với lý thuyết fluidum letale của mình. Grenouille trở thành đối tượng để Marquis thử nghiệm khử độc và hồi phục sinh khí và từ "một con thú" trở thành "một con người" với một diện mạo, trang phục mới. Hắn cũng tìm ra cách tạo cho mình một mùi hương để hoà nhập con người từ các thành phần như phân mèo hay pho mát. Cuối cùng, hắn cũng bỏ chạy khỏi Montpelllier để đến Grasse.
Khi vừa đặt chân đến Grasse, hắn đã bị mê hoặc bởi mùi hương của cô gái tên Laure, nhưng hắn cho rằng cô bé còn quá nhỏ và quyết định chờ thêm hai năm để nắm lấy mùi hương chín mùi nhất của cô. Từ một bà goá một nhà chế tạo nước hoa và một thợ cả, Grenouille đã học được cách lưu mùi hương bằng mỡ và thử nghiệm kiến thức ấy với động vật. Hắn khám phá ra mình phải giết con vật nó để mùi không bị lẫn mùi phân và nỗi sợ. Trong khi nhớ nhung về mùi hương của Laure, hắn chợt nhận ra rằng mọi nước hoa mà hắn làm rồi cũng sẽ hết và sợ hãi. Hắn rồi cũng tin rằng để tạo ra mùi hương tối thượng phải mùi hương của Laure với những cô gái khác. Lẳng lặng, hắn lần lượt giết chết 24 trinh nữ xinh đẹp của nơi đó và tóm lấy mùi hương của họ, gây nên nỗi kinh hoàng khắp nơi. Các nạn nhân đều bị lột trần, cạo sạch sẽ và tuyệt nhiên vẫn còn trinh tiết. Sau hai năm án mạng xảy ra và xâu chuỗi lại các dữ kiện, cha Laure nhận ra con gái mình, thiếu nữ đẹp nhất thành phố và đã đến tuổi dậy thì, nhiều khả năng sẽ là nạn nhân tiếp theo. Ông đem con đi trốn nhưng cũng không thoát được khứu giác sắc bén của Grenouille; cô gái không thoát khỏi thảm cảnh của 24 trinh nữ trên.
Không lâu sau khi hoàn thành nước hoa của mình, hắn đã bị bắt giải và bị tuyên án tử hình. Hôm thi hành án, hắn để cho nước hoa tối thượng của mình, tổng hợp mùi hương của 25 cô gái, toả hương khắp nơi khiến tất cả mọi người đê mê và choáng ngợp. Đám đông đã biến buổi hành hình thành "một buổi cuồng lạc lớn nhất thế giới từng được chứng kiến từ thế kỷ 2 trước Công nguyên". Người thợ cả mà Grenouille làm việc cho đã bị hành hình thay cho hắn. Thêm nữa, hắn còn được miễn tội và cha của Laure còn muốn nhận hắn làm con nuôi. Tuy nhiên, hắn cảm thấy không thể chịu nổi khi phải sống với con người.
Phần 3
Grenouille quay lại Paris và tại đây, hắn gặp một nhóm người "cặn bã xã hội" gồm có kẻ cướp, sát nhân, gái điếm,... Hắn đổ tất cả nước hoa lên người mình để cho đám người chú ý. Bị choáng ngợp với nỗi thèm thuồng không cưỡng lại nổi, đám người đó lao đến Grenouille, xé xác hắn thành từng mảnh và ngoạm hết chúng. Khi mùi hương phai đi, ai nấy ban đầu đều cảm thấy ghê tởm vì đã ăn thịt người nhưng đồng thời cũng thấy hạnh phúc lâng lâng, tự hào vì "lần đầu họ đã hành động vì tình yêu".

## Phát hành và đón nhận
Ngay từ khi ra mắt, tiểu thuyết đã gây được sự chú ý và nhận được nhiều khen ngợi. Trong suốt 9 năm sau khi phát hành, tiểu thuyết này luôn nằm trong tiểu thuyết danh sách bán chạy tại Đức và được dịch ra nhiều thứ tiếng trên thế giới. Năm 2006, tiểu thuyết được chuyển thể thành bộ phim cùng tên đạo diễn bởi Tom Tykwer. Nói về cuốn sách, nhiều người đã cho rằng nó là lới đáp trả lại chủ nghĩa hiện thực huyền ảo trong tiểu thuyết Trăm năm cô đơn của Gabriel García Márquez.
Cuốn sách được mua bản quyền bởi Nhã Nam, dịch ra tiếng Việt từ nguyên tác bởi Lê Chu Cầu và phát hành tại Việt Nam năm 2007 bởi Nhà xuất bản Văn học.